# Петропавлівський собор (Севастополь)
Петропавлівський собор (Собор святих апостолів Петра і Павла) — пам'ятка архітектури 19 століття у Севастополі. Знаходиться на Центральному пагорбі, з боку Південної бухти.

## Історія

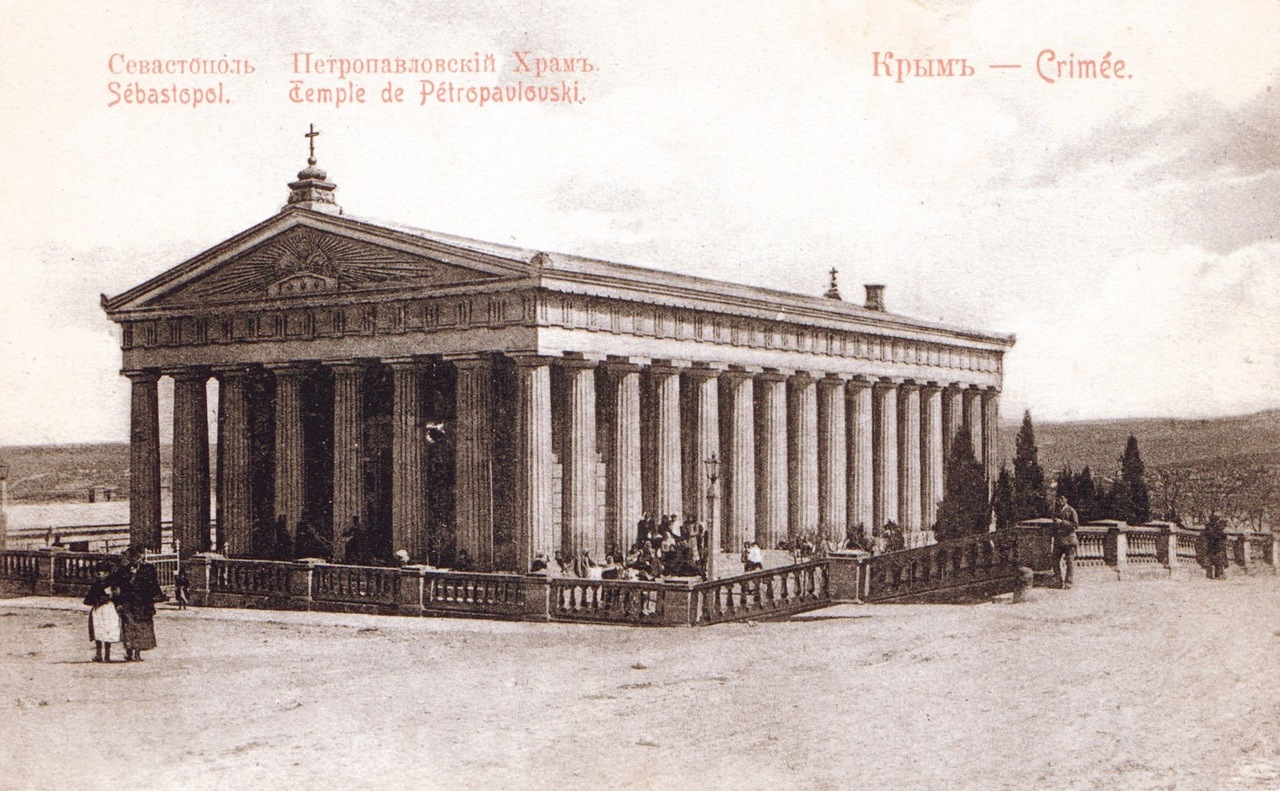
Поштівка початку XX століття

У 1792 році на місці сучасного собору, у нетрях, була побудована одна з перших церков Севастополя — Петропавлівська. Вона була невеликою, дерев'яною, прямокутної форми. 1837-го під час бурі вона зруйнувалася. Саме тоді адмірал Михайло Лазарєв зробив замовлення міському архітектору В. А. Рульову на будівництво нової церкви. У той час архітектор був інженером-поручиком, професором архітектури він став вже після будівництва собору. Будівництво почалося у 1840 році й тривало чотири роки.
Собор став архітектурною домінантою пагорба. Він руйнувався під час Першої та Другої оборон міста. У 1855 році будівля була перетворена на руїни, реконструкції проводилися коштом купців Максимова і Кундишева-Володіна (1888). Почала працювати церковноприходська школа.
У 1931 році богослужіння в храмі були припинені. У будівлі було розміщено Міський архів, який істотно постраждав під час Німецько-радянської війни.
Деякий час у приміщенні розташовувався театр ім. Луначарського, пізніше — Міський Будинок культури (з 1950). У 2006 році собор переданий церковній громаді, служби відновлені. Будівля потребує незначної реконструкції. Її фасад майже повністю схований у хащах дерев, які руйнують його архітектурний ансамбль. Перед храмом встановлено пам'ятник Кирилу і Мефодію. Богослужіння в храмі відбуваються у вихідні та святкові дні.

## Архітектура
Храм є взірцем дорійського стилю. Він оточений колонадою (усього 44 колони) з канелюрами. Матеріалом слугував сарматський вапняк. У будові є риси афінських храмів Парфенону або Тезейона, проте оригінальний проєкт базувався лише на загальних класичних формах та елементах.
Фасади завершуються трикутними фронтонами, над якими підносяться хрести. На Східному фронтоні розміщено скульптурний рельєф у вигляді всевидющого ока. По обидві сторони головного входу розташовані мозаїки зі святими Петром та Павлом. Оригінали були, можливо, створені італійцем Фердінандо Пеліччіо, але під час Першої оборони вони були вивезені з міста і зникли.